# 北京市重点站区管理委员会
北京市重点站区管理委员会，简称市重点站区管委会，是统一负责组织协调北京市重点站区（北京站、北京西站、北京南站、北京北站、清河站、北京朝阳站、北京丰台站、北京城市副中心站）管理服务工作的北京市人民政府派出机构，2019年12月31日在原有北京西站地区管理委员会的基础上挂牌成立，办公地点位于原西站地区管委会所在的莲花池东路102号天莲大厦（会城门桥东南侧）。

## 沿革

### 西站地区管委会
1996年2月26日，北京市人民政府办公厅发布《关于成立北京西站地区管理委员会的通知》，当时的西站地区管委会为市政府议事协调机构，下设的北京西站地区管理委员会办公室为办事机构，相当正局级事业单位，代行政府职能。2001年9月27日，北京市政府决定撤销市政府议事协调机构北京西站地区管理委员会，原北京西站地区管理委员会办公室更名为北京西站地区管理委员会，调整后的西站地区管委会为市政府设在北京西站地区的管理机构，负责该地区的综合管理工作。

### 重点站区管委会
2019年，为进一步理顺站区管理体制，全面提升服务管理水平，经中央机构编制委员会办公室批准，北京市委、市政府决定设立北京市重点站区管理委员会，统一负责组织协调北京市重点站区的管理服务工作，并于2019年12月31日上午举行重点站区管委会揭牌仪式。不再保留北京西站地区管理委员会、北京站地区管理委员会、北京南站地区管理委员会和北京西直门综合交通枢纽地区管理委员会。
2020年10月，经北京市委编办同意，北京市重点站区管委会在北京站、北京西站、北京南站、北京北站、清河站分别设立站区管理办公室，为重点站区管委会内设机构，负责各站区的日常管理和服务工作；同时设立北京市城市管理综合行政执法局重点站区分局，为正处级行政执法机构，统一负责北京市各重点站区的城管执法和交通执法工作（不含轨道交通执法）。
2021年1月，北京朝阳站投入使用，随后北京朝阳站地区划定，并设立管理办公室。
2025年5月21日，北京市重点站区管委会设立首都机场地区综合协调办公室、大兴机场地区综合协调办公室。

## 职责
北京市重点站区管理委员会是统筹协调重点站区管理服务工作的北京市人民政府派出机构，其主要职责如下：
1. 负责组织协调本市重点站区的社会治安、市场秩序、交通秩序、公共卫生、市政公用、应急管理、精神文明建设等工作，拟订相关建设、管理、服务的规划、标准并组织实施。
2. 负责协调有关部门和单位做好本市重点站区的客运工作。
3. 负责本市重点站区出站系统管理和市容环卫工作，依据城市规划完善重点站区的服务设施。
4. 负责组织、协调、监督本市重点站区的安全生产工作，并承担相应的管理责任。负责机关及所属单位的安全工作，并承担相应的领导责任。
5. 负责对有关部门和单位在本市重点站区的日常管理和服务工作进行监督检查。
6. 参与本市重点站区的规划建设。
7. 完成市委、市政府交办的其他任务。

## 机构设置

### 内设机构
- 办公室
- 政策法规处
- 市政环境处
- 综合治理处
- 应急工作处
- 宣传处
- 财务处
- 人事处（离退休干部处）
- 北京站地区管理办公室
- 北京西站地区管理办公室
- 北京南站地区管理办公室
- 北京北站地区管理办公室
- 北京清河站地区管理办公室
- 北京朝阳站地区管理办公室
- 北京丰台站地区管理办公室
- 首都机场地区综合协调办公室
- 大兴机场地区综合协调办公室
- 机关党委（党建工作处）
- 机关纪委
- 工会[10]

### 所属机构
- 北京市城市管理综合行政执法局重点站区分局
- 北京市重点站区综合事务中心

## 各站区范围

### 北京站地区
北京站地区四至范围如下：
- 北侧：以北京站东街北侧道牙、北京站西街北侧道牙、第二落客区和恒基南广场北侧建筑外墙线为界。
- 南侧：以北京火车站南墙为界。
- 西侧：以路北第二落客区西侧道牙、路南第一落客区西延长线建筑外墙以南、行包通道西侧围墙、铁路围墙为界。
- 东侧：以大羊毛胡同口以西北京站东街主干道（含华通停车场）、东警卫通道东外墙、铁路围墙至建国门南大街路西为界。

### 北京西站地区
北京西站地区四至范围如下：
- 北侧：以莲花池东路北道牙及中裕、瑞海、电信中心（现为京都信苑）三座大厦的外侧道路外道牙为界。
- 南侧：以广莲路南道牙、莲花池与铁路公用的围墙为界；站前东街以南侧人行步道南道牙为界；西站南路以广安门大街北侧人行步道南道牙为界。
- 西侧：至莲花池立交桥东侧；广安门外大街北道牙至莲花池公园东门以人行步道西外侧道牙为界（部分位置以围墙或栏杆为界）；莲花池公园门前以柏油路道牙为界（含停车场）；莲花池公园东门至西进站通道以莲花池公园围墙为界，向北延至西进站通道大门。
- 东侧：以北蜂窝路东道牙、马连道北路中心线（丰台、西城界）为界；西站南路以东侧人行步道东外侧道牙为界。此外，重点站区管委会所在的天莲大厦也被纳入西站地区范围内。

### 北京南站地区
北京南站地区四至范围如下：
- 北侧：丰台区行政辖区内以南站幸福路道路中心线为界；东城区行政辖区内以南站幸福路南侧围墙为界。
- 南侧：北京南站路南端以南三环辅路便道外道牙为界；以北京南站路南侧围墙、北京南站路（四路通路口至马家堡路口段，含供销弘泰大厦）、北京南站路东段（马家堡路口至马家堡东路段）南侧建筑外墙基线为界。
- 西侧：以开阳路东侧围墙为界，便道（含）以西及路侧绿植属丰台区；开阳路北端以幸福路6号院南、东侧外围墙为界，向北延至幸福路外道牙。
- 东侧：以马家堡东路西侧围墙为界，便道（含）以东属丰台区和东城区。

### 北京北站地区
北京北站地区四至范围如下：
- 北侧：以北京北站地下转河南侧为界。
- 南侧：以西直门外大街北侧辅路北道牙为界。
- 西侧：北段以转河东岸为界；中段以高梁桥路东侧道牙西城界至京投置业大厦南北两条道路（不含西环广场塔四楼和京投置业大厦）为界；南段以西环广场西区东侧墙体为界。
- 东侧：北段以北京北站东侧墙体为界；中段以北京北站托运处至北京北站停车场外侧机动车道道牙（不含机动车道）为界；南段以西直门北大街西辅路道牙（不含西辅路）为界。

### 清河站地区
清河站地区四至范围如下：
- 北侧：以安宁庄北路南侧便道（不含）为界。
- 南侧：以小营西路北侧便道（不含）为界。
- 西侧：以上地东路东侧便道道牙为界（含上地东路2处地下人行通道，至通道西出口上边缘）。
- 东侧：以站东街南段东侧便道、东广场外围边界、站东街北段东侧便道道牙为界（暂不含威凯一体化区域；含安宁庄路公交专用线，自起点位置始）。

### 北京朝阳站地区
北京朝阳站地区临时边界的四至范围如下：
- 北侧：以姚家园北街南侧便道道牙为界。
- 南侧：以南落客平台南侧外沿为界。
- 西侧：以北落客平台西侧外沿、北京朝阳站主体建筑西侧投影、南落客平台西侧外沿为界。
- 东侧：以将台洼西路西侧道牙、东坝路南端西侧便道道牙、南落客平台东侧外沿为界。(P1车场的四至)